# Język urzędowy
Język urzędowy – język objęty wyjątkowym statusem prawnym na terenie danego państwa lub regionu administracyjnego. Zazwyczaj jest to język używany w krajowych strukturach legislacyjnych, np. parlamencie, choć prawo niektórych krajów wymaga, by dokumenty urzędowe były przedstawiane również w innych językach.
Z językami urzędowymi są często mylone oficjalnie uznane języki mniejszości narodowych. Język oficjalnie uznany w danym kraju, nauczany w szkołach i stosowany w oficjalnych dokumentach, nie musi być językiem urzędowym.
Prawie każde suwerenne państwo posiada przynajmniej jeden język urzędowy określony w konstytucji, rządowych dokumentach, stronach internetowych czy innych oficjalnych źródłach. W niektórych krajach język urzędowy nie został oficjalnie określony, a jedynie uzyskał taki status de facto, np. w Szwecji. Niektóre kraje, np. Albania, Francja czy Litwa, mają tylko jeden język urzędowy pomimo tego, że na ich terytorium powszechnie używa się również innych języków. Są też kraje z więcej niż jednym językiem urzędowym, np. Afganistan, Białoruś, Belgia, Boliwia, Kanada, Finlandia, Indie, Izrael, Malta, Pakistan, Paragwaj, Peru, Południowa Afryka, Singapur czy Szwajcaria.
W niektórych państwach, np. w Wielkiej Brytanii, język urzędowy nie został określony, choć można tam wskazać jeden, de facto główny język, a także uregulowania i praktyki prawne określające, jaki język powinien być używany w danych sytuacjach.
W krajach takich jak Chiny, Irak, Włochy, Filipiny, Rosja czy Hiszpania obowiązuje jeden język urzędowy, ale w poszczególnych regionach współistnieją z nim lokalne języki urzędowe.
Językiem urzędowym wielu byłych kolonii jest język niebędący ani językiem narodowym, ani najszerzej używanym. Najczęściej jest to angielski, hiszpański, francuski albo portugalski.
Odwrotna sytuacja panuje w Republice Irlandii, gdzie językiem urzędowym jest irlandzki, chociaż płynnie posługuje się nim mniej niż 10% populacji. Angielski, który jest używany praktycznie przez wszystkich mieszkańców, jest określony przez konstytucję jako drugi język oficjalny.
W niektórych krajach spór wokół tego, który język powinien być uznany za urzędowy, prowadzi do poważnych konfliktów politycznych.

## Język urzędowy biurokratyczny
Popularnie mianem „języka urzędowego” określa się także specyficzną formę biurokratycznego żargonu opartego na języku prawniczym, którego konstrukcja i stopień skomplikowania jest ściśle zależny od kultury prawnej danego kraju.
W języku polskim typowymi elementami stylu urzędowego są zdania w stronie biernej, zdania bezosobowe (np. uważa się, uprasza się), kalki z języka niemieckiego i rosyjskiego (pozostałość po czasach zaborów – np. zwracam się z uprzejmą prośbą, w odpowiedzi na pismo, w załączeniu), kalki z języka angielskiego (kwota mleczna), bardzo długie i wielokrotnie złożone zdania, przewaga rzeczowników nad czasownikami, nominalizacja (budowanie zdania w oparciu o rzeczowniki odczasownikowe – np. wydanie decyzji poprzedza ocena prawidłowości wykonania czynności ustalenia przebiegu granic nieruchomości), niespotykane w powszechnym języku formy wyrazów (wzbroniony, czasokres), popularne ozdobniki (np. należy zauważyć/podkreślić, iż...). Według zespołu sejmowego przygotowującego Sprawozdanie ze stanu ochrony języka polskiego w latach 2010–2011 utrwalona obecnie urzędowa kultura komunikacji jest wykluczająca i dysfunkcyjna.

Długie, wielokrotnie złożone wypowiedzenia, rozbudowane frazy składające się z rzeczowników – to typowe usterki. Szablonowe teksty, w których zamiast konkretu i informacji o czynnościach dominują pojęcia abstrakcyjne, są dla znacznej części społeczeństwa – np. osób starszych czy gorzej wykształconych – zbyt trudne w odbiorze. Powstaje bariera komunikacyjna, której skutkiem jest wykluczenie społeczne.

Mechanizmem ograniczającym w pewnym stopniu barierę języka urzędowego jest tzw. streszczenie w języku niespecjalistycznym oraz szkolenia z komunikacji dla urzędników. W 2012 roku grupa badawcza Logios, w skład której wchodzą naukowcy z Uniwersytetu Wrocławskiego i Politechniki Wrocławskiej, udostępniła aplikację FOG-PL umożliwiającą ocenę tekstów pisanych za pomocą indeksu czytelności FOG. W 2012 roku Rzecznik Praw Obywatelskich rozpoczął kampanię „Język urzędowy przyjazny obywatelom”. Korzystanie z poprawnego i przejrzystego języka jest również ważnym elementem dostępności publikacji i serwisów urzędowych.
W 2015 roku izby skarbowe w Poznaniu i Zielonej Górze przeprowadziły testy porównawcze dwóch wersji pisma wzywającego do uregulowania zaległości podatkowych. Jedna z nich była napisana tradycyjnym biurokratycznym żargonem, druga została zredagowana w języku zrozumiałym dla niespecjalistów. Liczba wpłat od osób, które otrzymały drugie pismo była większa i były one dokonywane szybciej niż wśród odbiorców pierwszego pisma.